# Ширли-Куирк, Джон
Джон Ширли-Куирк (англ. John Shirley-Quirk, 28 августа 1931, Ливерпуль — 7 апреля 2014, Бат) — британский певец (бас-баритон).

## Биография
Изучал химию в Ливерпульском университете, параллельно учился вокалу. До 1957 работал преподавателем в техническом колледже Актона, участвовал в основании Университета Брюнеля. Брал уроки у баритона Роя Хендерсона. Пел в хоре Собора Святого Павла в Лондоне. Дебютировал на сцене в 1962 в роли Доктора в опере Дебюсси Пеллеас и Мелизанда. В 1963 солировал при исполнении Рождественской оратории Баха в Ипсвиче, где познакомился с Б. Бриттеном. В 1964 вошёл в English Opera Group, руководимую Бриттеном. Участвовал в премьерных исполнениях ряда сочинений Бриттена, специально для него были написаны несколько партий в бриттеновской опере Смерть в Венеции (1973), в 1974 он исполнил их в Метрополитен-опера, что стало его дебютом на этой прославленной сцене. В том же году участвовал в променадных концертах BBC, выступив в опере Уильяма Уолтона Пир Валтасара.
Имел обширный концертный репертуар (Гендель, Гайдн, Берлиоз, Шуман, Брамс, Малер, Шёнберг, Элгар, Типпетт, Лютославский и др.). Выступал с крупнейшими дирижёрами на сценах Европы, США, Израиля.

## Педагогическая деятельность
С 1991 преподавал в Консерватории Пибоди в Балтиморе.

## Признание
Командор ордена Британской империи (1975). Почётный член Королевской академии музыки (Лондон).